# (6670) Wallach
(6670) Wallach est un astéroïde de la ceinture principale.

## Description
(6670) Wallach est un astéroïde de la ceinture principale. Il fut découvert le 4 juin 1994 à l'Observatoire Palomar par Carolyn S. Shoemaker et David H. Levy. Il présente une orbite caractérisée par un demi-grand axe de 2,73 UA, une excentricité de 0,29 et une inclinaison de 20,2° par rapport à l'écliptique.

## Compléments